# Pop Airplay
O Mainstream Top 40 é uma parada musical da revista Billboard. Ele mede tempo de exposição das canções nas rádios, sendo essas canções mais orientadas ao pop.